# Calvin Hunt
Calvin Hunt (* 1956) je představitel současného umění Indiánů tichomořského pobřeží Kanady. Narodil se v Alert Bay na ostrově Cormorant v Britské Kolumbii jako syn Thomase Hunta, dědičného náčelníka osady Fort Rupert, a Emmy Hunton, dcery šamana Nutků.
Nyní žije se svojí ženou Marií ve Fort Rupert na ostrově Vancouver, kde má ateliér a společně se ženou provozují galerii.
Zabývá se řezbářstvím, malbou – především sítotisky, vytváří rytiny ve zlatě a stříbře, kamenořezby. Vyřezal rodový totemový sloup a společně s rodinou v květnu 1988 vztyčil. Také vyřezal pamětní hrobovou figuru za svého otce na hřbitově ve Fort Rupert. Je členem Umělecké skupiny národa Kwakiutlů.
Jeho rodovým znakem je nadpřirozený pták Buřňák, který podle představ Kwakiutlů vysílá mrkáním očí blesky a máváním křídel rozpoutává hromobití. Je častým motivem jeho děl.